# Binnenmaas
Binnenmaas es un antiguo municipio de la provincia de Holanda Meridional al oeste de Países Bajos. Cubre un área de 54,91 km², de los que 4,57 km² corresponden a la superficie ocupada por el agua. En marzo de 2014 tenía una población de 28.648 habitantes.
El actual municipio surge el 1 de enero de 2007 por la incorporación de 's-Gravendeel a Binnenmaas, municipio que se había formado el 1 de enero de 1984 por la fusión de los anteriores municipios Puttershoek, Maasdam, Mijnsheerenland, Westmaas, y Heinenoord. 
Los núcleos de población que forman el actual municipio son: Blaaksedijk, 's-Gravendeel, Goidschalxoord, Greup, Heinenoord, Maasdam, Puttershoek y Westmaas, además de algunas aldeas y poblaciones menores.